# كأس جبال الألب
كأس جبال الألب هي مسابقة كرة قدم ودية للأندية لُعبت بين عامي 1960 و1987 وكان ينظمها الاتحاد الإيطالي لكرة القدم والاتحاد السويسري لكرة القدم وعدة اتحادات أخرى.
ومنذ عام 2007، أصبحت هناك بطولة تحمل الاسم نفسه، كأس جبال الألب تحت 19 عامًا، تنظم في سويسرا وتخصص لفرق تحت 19 عامًا من جميع أنحاء أوروبا.[بحاجة لمصدر]

## التاريخ والنظام
في النسخ الأولى، كانت مجموعة الفرق المشاركة تتكون من أندية إيطالية وسويسرية، ثم انضمت إليها لاحقًا أندية من ألمانيا الغربية وفرنسا. بينما شهدت النسخ من عام 1972 إلى 1987 مشاركة فرق سويسرية وفرنسية حصرًا. شهدت النسخ الست الأولى هيمنة الفرق الإيطالية على نظيرتها السويسرية، وفي نسخة 1962 على الفرنسية أيضًا، مع انتصارين للمنتخب الإيطالي، وفوزين لنادي جنوى، وفوز لنادي نابولي، الذي فاز بجميع المباريات التي لعبها في نسخة 1966، وفوز لنادي يوفنتوس.
من عام 1967 إلى 1969، شاركت أيضًا فرق من ألمانيا الغربية (وفي عام 1969 فريق بلجيكي)، والتي حققت على الفور نجاحين من قبل آينتراخت فرانكفورت وشالكه، بينما فاز بنسخة 1969 لأول مرة فريق سويسري وهو بازل. شهدت نسختا 1970 و1971 مرة أخرى مشاركة فرق إيطالية وسويسرية فقط، وحقق بازل فوزه الثاني على فيورنتينا بنتيجة 3-2، وفاز لاتسيو. ومنذ عام 1972، لم تعد الفرق الإيطالية تشارك، لكن الفرق الفرنسية عادت. فاز بنسخة عام 1972 نادي نيم، بينما شهدت النسخ اللاحقة ستة انتصارات للفرق السويسرية (أربعة لنادي سيرفيت، وواحد لكل من يانغ بويز وبازل) وثمانية للفرق الفرنسية (ثلاثة لنادي موناكو، واثنان لنادي أوكسير، وواحد لكل من ستاد ريمس، ونانت، وبوردو). النسخة الأخيرة، التي أقيمت في عام 1987، فاز بها أوكسير.
في نسختي 1960 و1961 تم تجميع الترتيب بجمع نقاط الفرق الإيطالية والسويسرية. فاز بالبطولة في كلتا النسختين الاتحاد الإيطالي، ومُنحت الفرق التي تمثله كأسًا صغيرة الحجم. في النسخة الأولى، كان كاتانيا الفريق الإيطالي الوحيد الذي فاز على أرضه وخارجها، ضد فريبورغ، مساهماً بشكل حاسم في الفوز الإيطالي النهائي.

## سجل الأبطال
| النسخة | البطل                                       | الوصيف                                 | المركز الثالث              |
| ------ | ------------------------------------------- | -------------------------------------- | -------------------------- |
| 1960   | إيطاليا الاتحاد الإيطالي لكرة القدم (8 فرق) | سويسرا اتحاد سويسرا لكرة القدم (8 فرق) |                            |
| 1961   | إيطاليا الاتحاد الإيطالي لكرة القدم (8 فرق) | سويسرا اتحاد سويسرا لكرة القدم (8 فرق) |                            |
| 1962   | إيطاليا جنوى                                | فرنسا غرونوبل                          |                            |
| 1963   | إيطاليا يوفنتوس                             | إيطاليا أتالانتا                       | إيطاليا روما               |
| 1964   | إيطاليا جنوى                                | إيطاليا كاتانيا                        | إيطاليا روما               |
| 1965   | لم تُقم                                      | لم تُقم                                 | لم تُقم                     |
| 1966   | إيطاليا نابولي                              | إيطاليا يوفنتوس                        | سويسرا لوزان، سويسرا زيورخ |
| 1967   | ألمانيا الغربية آينتراخت فرانكفورت          | ألمانيا الغربية ميونخ 1860             | إيطاليا روما               |
| 1968   | ألمانيا الغربية شالكه                       | سويسرا بازل                            |                            |
| 1969   | سويسرا بازل                                 | إيطاليا بولونيا                        |                            |
| 1970   | سويسرا بازل                                 | إيطاليا فيورنتينا                      |                            |
| 1971   | إيطاليا لاتسيو                              | سويسرا بازل                            |                            |
| 1972   | فرنسا نيم أولمبيك                           | فرنسا بوردو                            |                            |
| 1973   | سويسرا سيرفيت                               | سويسرا لوزان                           |                            |
| 1974   | سويسرا يانغ بويز                            | سويسرا بازل                            |                            |
| 1975   | سويسرا سيرفيت                               | سويسرا بازل                            |                            |
| 1976   | سويسرا سيرفيت                               | فرنسا نيم أولمبيك                      |                            |
| 1977   | فرنسا ستاد ريمس                             | فرنسا باستيا                           |                            |
| 1978   | سويسرا سيرفيت                               | سويسرا لوزان                           |                            |
| 1979   | فرنسا موناكو                                | فرنسا ميتز                             |                            |
| 1980   | فرنسا بوردو                                 | فرنسا نيم أولمبيك                      |                            |
| 1981   | سويسرا بازل                                 | فرنسا سوشو                             |                            |
| 1982   | فرنسا نانت                                  | سويسرا نوشاتل زاماكس                   |                            |
| 1983   | فرنسا موناكو                                | فرنسا أوكسير                           |                            |
| 1984   | فرنسا موناكو                                | سويسرا غراسهوبر                        |                            |
| 1985   | فرنسا أوكسير                                | فرنسا موناكو                           |                            |
| 1986   | لم تُقم                                      | لم تُقم                                 | لم تُقم                     |
| 1987   | فرنسا أوكسير                                | سويسرا غراسهوبر                        |                            |

### الألقاب حسب النادي
| النادي                              | الألقاب | النسخ                  |
| ----------------------------------- | ------- | ---------------------- |
| سيرفيت                              | 4       | 1973، 1975، 1976، 1978 |
| موناكو                              | 3       | 1979، 1983، 1984       |
| بازل                                | 3       | 1969، 1970، 1981       |
| إيطاليا الاتحاد الإيطالي لكرة القدم | 2       | 1960، 1961             |
| جنوى                                | 2       | 1962، 1964             |
| أوكسير                              | 2       | 1985، 1987             |
| يوفنتوس                             | 1       | 1963                   |
| نابولي                              | 1       | 1966                   |
| آينتراخت فرانكفورت                  | 1       | 1967                   |
| شالكه                               | 1       | 1968                   |
| لاتسيو                              | 1       | 1971                   |
| نيم أولمبيك                         | 1       | 1972                   |
| يانغ بويز                           | 1       | 1974                   |
| ستاد ريمس                           | 1       | 1977                   |
| بوردو                               | 1       | 1980                   |
| نانت                                | 1       | 1982                   |

### الألقاب حسب البلد
| البلد           | الألقاب | الأندية                                                            | النسخ                                                |
| --------------- | ------- | ------------------------------------------------------------------ | ---------------------------------------------------- |
| فرنسا           | 9       | موناكو (3)، أوكسير (2)، نيم أولمبيك، ستاد ريمس، بوردو، نانت        | 1972، 1977، 1979، 1980، 1982، 1983، 1984، 1985، 1987 |
| سويسرا          | 8       | سيرفيت (4)، بازل (3)، يانغ بويز                                    | 1969، 1970، 1973، 1974، 1975، 1976، 1978، 1981       |
| إيطاليا         | 7       | الاتحاد الإيطالي لكرة القدم (2)، جنوى (2)، يوفنتوس، نابولي، لاتسيو | 1960، 1961، 1962، 1963، 1964، 1966، 1971             |
| ألمانيا الغربية | 2       | آينتراخت فرانكفورت، شالكه                                          | 1967، 1968                                           |

## وصلات خارجية
- "Coppa delle Alpi" (بالإنجليزية). Archived from the original on 2022-01-13.